# テオドリック・ストラボ
テオドリック・ストラボ（ラテン語: Theodoricus Strabo、 - 481年）は、5世紀のゲルマン人で東ローマ帝国の軍人。東ローマ帝国の実質的な支配者だったゲルマン人の将軍アスパルの義弟。ゴート人の指導者として「全ゴート人にたいする王」と呼ばれた。

## 生涯
テオドリック・ストラボは東ローマ帝国で高位の軍人であったゴート人トゥリアリウスの息子として生まれた。テオドリック・ストラボの姉妹および父トゥリアリウスの姉妹は、当時の東ローマ帝国で絶大な権力を誇っていたアラン人アスパルの妻であったとされる。450年代には父トゥリアリウスの地位を引き継いで東ローマ帝国政府より厚遇を受けていたようで、別のゴート人の首長であったイリュリクムのウァラメールは、政府がテオドリック・ストラボの一族にだけ高給を与えており不公平だとの不満を表明して459年に反乱を起こしている。
しかし471年、姻戚のアスパルが東ローマ皇帝レオ1世とイサウリア人の族長ゼノンによって殺害されてしまう。テオドリック・ストラボはゴート人を率いてトラキアで兵を起こし、レオ1世にアスパルの遺産の引き渡しを求めた。このときゴート人の別の集団の首長であったテオドリック（前述ウァラメールの義甥、ティウディミールの子）は皇帝側に与したが、テオドリック・ストラボはゴート人としての同属意識に訴えてテオドリックに自陣営への鞍替えを促している。テオドリック・ストラボの主張は多くのゴート人によって支持され、473年に「全ゴート人にたいする王」として推戴された。まもなくレオ1世はテオドリック・ストラボの要求を受け入れ、アスパルが就いていたマギステル・ミリトゥムの地位と年額で金2000リーブラの給金を受け取る権利とをテオドリック・ストラボに与えた。
474年にレオ1世が死亡し、レオ2世とゼノンの親子が新たに皇帝を名乗った。しかしレオ2世は間もなく死亡し、ゼノンもコンスタンティノープルの市民からは野蛮人とみなされていたイサウリア人の出身ということで人気がなかった。475年にレオ1世の義弟バシリスクスらが反乱を起こすと、テオドリック・ストラボもバシリスクスに与してゼノンの追放に手を貸した。バシリスクスはゼノンを追放すると自ら皇帝を名乗ったが、宮廷人事を巡る対立とゼノンの策謀とによって彼の陣営からは裏切り者が続出した。テオドリック・ストラボもまた、バシリスクスがマギステル・ミリトゥムの地位をバシリスクスの甥アルマトゥスに与えようとしたことに激怒してバシリスクスの陣営から離脱した。翌476年にゼノンがイサウリア人を率いてコンスタンティノープルへ侵攻してくると、バシリスクスと彼の息子で共同皇帝であったマルクスは何の抵抗もできずに捕らえられて処刑された。コンスタンティノープルへ復帰したゼノンは、バシリスクスに手を貸したテオドリック・ストラボをマギステル・ミリトゥムから解任し、代わりにティウディミールの子のテオドリックをマギステル・ミリトゥムに任命した。
マギステル・ミリトゥムを解任されたテオドリック・ストラボは、報復としてトラキアで略奪を行った。ゼノンはテオドリック・ストラボを公敵と宣言し、テオドリックにテオドリック・ストラボの討伐を命じた。テオドリックは478年にゼノンとコンスタンティノポリス元老院とにテオドリック・ストラボと和解しないことを約束して出陣したが、テオドリック・ストラボは巧みな説得によってテオドリックを懐柔してゴート人同士が争うことを回避した。ゼノンは初め金1000リーブラ、銀1万リーブラ、年額1万ソリドゥスの条件を提示してテオドリック・ストラボからテオドリックを切り離そうと試みたが、この交渉は失敗に終わった。次にゼノンはテオドリック・ストラボと交渉を行い、彼をマギステル・ミリトゥムの地位に復帰させる条件でテオドリック・ストラボとの和解を実現した。今度はテオドリックがマギステル・ミリトゥムから解任される番となった。
479年、レオ1世の娘レオンティアと、その夫マルキアヌスがゼノンに対して反乱を起こした。マルキアヌスの反乱は失敗に終わったが、この反乱にテオドリック・ストラボも加担していることが疑われたため、テオドリック・ストラボは再びマギステル・ミリトゥムから解任されることになった。解任されたテオドリック・ストラボはテオドリックと手を結び、トラキアを荒らし回った。ゼノンはブルガール人にトラキアを与える条件で二人のテオドリックに対抗させようとしたが、テオドリック・ストラボとテオドリックはトラキアに侵入してきたブルガール人を撃退した。481年、テオドリック・ストラボはコンスタンティノープルを奇襲しようとしたが失敗し、ギリシャへ撤退する途中の野営地で事故死した。一族は息子のレキタクが継承したが、484年に何者かによって殺害され、テオドリック・ストラボの一族はテオドリックの一族に吸収された。イギリスの歴史学者ピーター・ヘザーは、二人のテオドリックのうち同時代において有力な指導者であったのはテオドリック・ストラボの方だったとしている。